# Camillo Brunori
Camillo Brunori (Terni, 7 febbraio 1681 – Meldola, 1756) è stato un medico e poeta italiano.
Di famiglia meldolese, nel 1711 si laureò in Medicina all'Università di Bologna, per poi esercitare la professione a Gatteo, Rimini, Lugo, Pergola e Gubbio.

## Biografia
Si iscrisse a 17 anni a Bologna alla Scuole medica di Giovan Girolamo Sbaraglia, dovette interrompere gli studi per una decina d'anni per malattia, si laureò quindi solo nel 1711. Dopo aver dimorato più di 20 anni a Gubbio, fu invitato a sostituire all'università di Padova un altro forlivese, Iacopo Cicognini. Ma rifiutò perché avrebbe voluto insegnare la scienza medica in versi. Si stabilì definitivamente a Meldola dove entrò a far parte dell'Accademia degli Imperfetti, una delle più antiche della Romagna, fondata nel 1544 dal cardinale Rodolfo Pio Carpi.
Agli impegni di medico Brunori affiancò sempre un'intensa attività letteraria; la sua opera maggiore in questo campo, Il medico poeta, ovvero la medicina esposta in versi e prose, pubblicata in tre edizioni (1726 a Fabriano, 1735 a Bologna, 1793 a Cesena) e diffusa in tutta Italia, costituisce un significativo esempio di comunicazione scientifica attraverso la poesia. Nella terza edizione, riveduta e migliorata, Brunori modificò il titolo dell'opera in Il poeta medico.
Si interessò anche di archeologia e di antiche iscrizioni su pietra, collaborando con Giambattista Morgagni alla raccolta delle epigrafi romane murate nella rocca di Meldola.